# Daniel Brocklebank

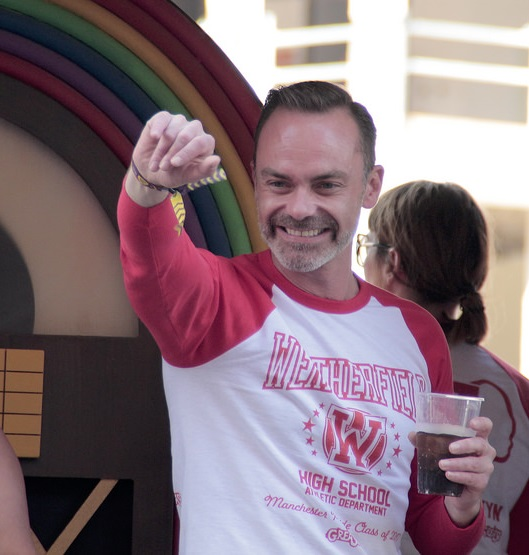
Daniel Brocklebank (2017) - britischer Schauspieler

Daniel Brocklebank (* 21. Dezember 1979 in Stratford-upon-Avon) ist ein britischer Schauspieler.

## Leben
Brocklebank besuchte in seiner Heimat die Butlers Marston Schule und wechselte dann auf die Kineton High School. 1995 wurde er als Ralph in der RSC Produktion Lord of the Flies gecastet. Er zog 1996 nach London und besuchte in der Redroofs Theatre School mehrere Theaterseminare. 1998 verkörperte er dann in dem Fernsehzweiteiler Merlin den jungen Zauberer. Anschließend erhielt er die Rolle des Sam Gosse im  Oscar-prämierten Drama Shakespeare in Love. Eine weitere Hauptrolle hatte er als Martyn Taylor im Psychothriller The Hole mit Keira Knightley und Thora Birch. Danach sah man ihn hauptsächlich in Fernsehserien, zum Teil mit Gastauftritten in diversen Folgen. Seit 2014 spielt er in Coronation Street, einer der beliebtesten britischen Seifenopern, regelmäßig die Figur des Billy Mayhew.

## Filmografie (Auswahl)
- 1998: Merlin (Fernsehzweiteiler)
- 1998: Monk Dawson
- 1998: Shakespeare in Love
- 1999: The Criminal - Wen die Schuld trifft (The Criminal)
- 1999: Des Teufels Rechnung (The Devil's Arithmetic; Fernsehfilm)
- 2001: The Hole
- 2001: Another Life
- 2002: The Hours – Von Ewigkeit zu Ewigkeit (The Hours)
- 2002–2003: Ed Stone Is Dead (Fernsehserie, 13 Folgen)
- 2005: Pandora (Kurzfilm)
- 2005: Down to Earth (Fernsehserie, 2 Folgen)
- 2005–2006: Emmerdale (Fernsehserie, 39 Folgen)
- 2010: Release
- 2011: Age of Heroes
- 2013: Cal
- seit 2014: Coronation Street (Fernsehserie)
- 2014–2015: WPC 56 (Fernsehserie, 6 Folgen)
- 2015: Der Admiral – Kampf um Europa (Michiel de Ruyter)
- 2015: Soft Lad – Liebe auf Umwegen (Soft Lad)
- 2015: Inspector Barnaby (Midsomer Murders) Fernsehserie, Staffel 17, Folge 3: Ein mörderisch guter Song (The Ballad Of Midsomer County)
- 2016: Native